# Kurt Gödel
Kurt Friedrich Gödel (Brünn, 28 de abril de 1906 — Princeton, 14 de janeiro de 1978) foi um filósofo, matemático e lógico austríaco, naturalizado norte-americano. Considerado, ao lado de Aristóteles, Alfred Tarski e Gottlob Frege, um dos mais importantes lógicos da história, Gödel causou um imenso impacto no pensamento científico e filosófico no século XX, época em que nomes como Bertrand Russell, Alfred North Whitehead, e David Hilbert analisavam o uso da lógica e da teoria dos conjuntos como instrumento para compreender os fundamentos da matemática de Georg Cantor.

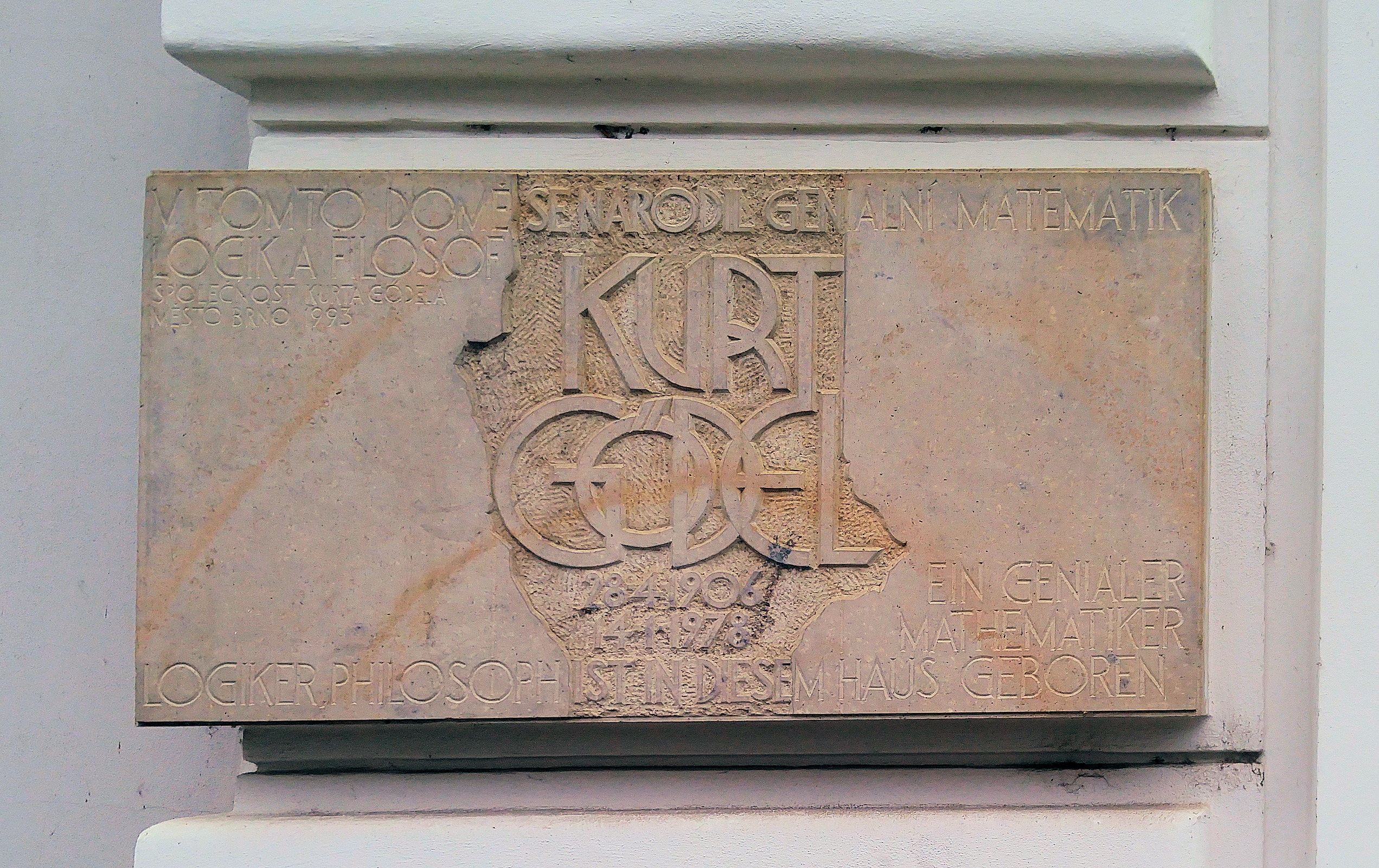
Placa comemorativa na casa onde nasceu Pekařská 5, Brno.

Gödel publicou seus dois teoremas da incompletude em 1931, aos 25 anos, um ano depois de terminar seu doutorado na Universidade de Viena. O primeiro teorema da incompletude afirma que, para qualquer sistema axiomático recursivo autoconsistente capaz de descrever a aritmética dos números naturais (como, por exemplo, o axioma de Peano), há proposições naturais verdadeiras que não podem ser provadas a partir dos axiomas. Para provar esse teorema, Gödel desenvolveu uma técnica agora conhecida como numeração de Gödel, que codifica expressões formais como números naturais.
Gödel também mostrou que tanto o axioma da escolha quanto a hipótese do continuum não podem ser refutados a partir de axiomas aceitos na teoria dos conjuntos, assumindo que esses axiomas são consistentes. O primeiro resultado possibilitou que os matemáticos assumissem o axioma na escolha de suas provas. Ele também fez contribuições importantes para a teoria da prova, esclarecendo as conexões entre a lógica clássica, a lógica intuicionista e a lógica modal.

## Vida
Kurt Friedrich Gödel (em alemão, pronuncia-se AFI: [kʊʁt ˈɡøːdl̩]  ouça) nasceu em Brünn, província austro-húngara da Morávia (hoje Brno, na República Tcheca), em uma família de ascendência alemã, filho de Rudolf Gödel, um gerente de fábrica têxtil e Marianne Gödel (nascida Handschuh). Na época de seu nascimento, a população da cidade falava em sua maioria a língua alemã, e esta era a língua de seus pais. Os ancestrais de Kurt Gödel foram muitas vezes ativos na vida cultural em Brno. Por exemplo, seu avô Joseph Gödel foi um cantor famoso da época e durante alguns anos um membro da "Brünner Männergesangverein".
Kurt era conhecido na família como Der Herr Warum (Sr. Por quê?), por conta do grande número de perguntas que fazia.
Segundo o seu irmão, Kurt teve uma infância feliz, mesmo sendo tímido e se aborrecendo facilmente. Foi batizado duas semanas após seu nascimento como protestante luterano, segundo a religião da mãe, tendo Friedrich Redlich como padrinho e inspiração para seu segundo nome.
A primeira guerra mundial não o atingiu diretamente, Brünn estava bem distante das zonas de batalha. Mas, em 1918, com o estabelecimento da Tchecoslováquia como nação, houve um isolamento da minoria que falava alemão na cidade. Kurt renunciaria em 1929 à cidadania tcheca, tornando-se austríaco oficialmente.
Em 1923 concluiu, com louvor, o curso fundamental na escola alemã de Brünn e embora tivesse excelente talento para linguagens, ele se aprofundou em História e Matemática. Seu interesse pela Matemática aumentou em 1920, quando acompanhou Rudolf, seu irmão mais velho, que fora para Viena cursar a Escola de Medicina da Universidade de Viena. Em sua adolescência, estudou Goethe, o manual de Gabelsberger, a teoria das cores de Isaac Newton e as "Críticas" de Kant.

## Estudo em Viena
"A conquista de Kurt Gödel na lógica moderna é singular e monumental - na verdade, é mais do que um monumento, é um marco que permanecerá visível no espaço e no tempo. ... O assunto da lógica certamente mudou completamente sua natureza e possibilidades com realização de Gödel."

—John von Neumann
Embora inicialmente pretendesse estudar Física Teórica, aos 18 anos, ele frequentou cursos de Matemática e Filosofia, conseguindo logo o mestrado em Matemática. Nessa época ele adotou as ideias do realismo matemático. Leu os Princípios Metafísicos da Ciência da Natureza (Metaphysische Anfangsgrunde Der Naturwissenschaft), de Kant, e participou do Círculo de Viena juntamente com Moritz Schlick, Hans Hahn, e Rudolf Carnap.
Kurt estudava a teoria dos números quando participou de um seminário com Moritz Schlick sobre a "Introduction to Mathematical Philosophy", de Bertrand Russell, e interessou-se imediatamente pela lógica matemática.
Nessa época de grande atividade, conhece sua futura esposa, Adele Nimbursky (nascida Porkert, 1899–1981), que, na época,  trabalhava como cantora e dançarina em um cabaré vienense, Der Nachtfalter. Adele era divorciada  e seis anos mais velha do que ele. Os pais de Gödel se opuseram ao relacionamento, razão pela qual eles só viriam a se casar dez anos depois.
Começa a publicar escritos sobre lógica e frequenta aulas de David Hilbert, em Bolonha, sobre a completude e consistência de sistemas matemáticos.
Em 1929, Gödel tornou-se cidadão austríaco e completou sua dissertação para doutoramento sob a supervisão de Hans Hahn, onde estabeleceu a completude do cálculo de predicados de primeira ordem, também conhecido como Teorema da completude de Gödel.

## Trabalho em Viena
Em 1930 obteve um doutorado e produziu uma versão combinada de seus escritos sobre a completude, a qual foi publicada pela Academia de Ciências de Viena.
Em 1931 publicou seu famoso teorema da incompletude, Über formal unentscheidbare Sätze der Principia Mathematica und verwandter Systeme. Neste escrito ele demonstrou que qualquer sistema matemático axiomático, suficiente para incluir a aritmética dos números naturais, necessariamente:
1. não pode ser simultaneamente completo e consistente. (Teorema da Incompletude);
2. se o sistema é consistente, sua consistência não pode ser provada internamente ao sistema.
Estes dois teoremas encerraram centenas de anos de tentativas de estabelecer um conjunto completo de axiomas que possibilitassem deduzir toda a Matemática como os Principia Mathematica ou no formalismo de Hilbert. Isso também implica que um computador jamais possa ser programado para responder todas as questões matemáticas. Em 1932 foi diplomado pela Universidade de Viena e, em 1933, tornou-se Privatdozent (docente não remunerado).
A ascensão de Adolf Hitler ao poder não afetou diretamente a vida de Gödel em Viena, pois ele não tinha interesse em política. Entretanto, após o assassinato de Schlick por um estudante nazista, Gödel ficou muito chocado e teve sua primeira crise depressiva.

## Visita à América do Norte
Nesse mesmo ano de 1933, viajou para os Estados Unidos. Lá, encontrou Albert Einstein e inscreveu-se na conferência anual da American Mathematical Society. Durante este ano ele desenvolveu as ideias de computabilidade e das funções recursivas com o propósito de lecionar sobre as funções recursivas gerais e o conceito de verdade matemática. Este trabalho foi desenvolvido na área da teoria dos números usando a construção dos números de Gödel.
Em 1934 Gödel apresentou uma série de aulas no Instituto de Estudos Avançados de Princeton (Institute for Advanced Study, IAS) intituladas 'Sobre as proposições indecidíveis dos sistemas matemáticos formais'. Stephen Kleene, que justamente completava seu doutorado em Princeton, anotou essas aulas, as quais foram subsequentemente publicadas.
Gödel visitou o IAS novamente no outono de 1935. A viagem foi difícil e exaustiva, resultando em uma recaída depressiva.
Voltou a lecionar em 1937 e durante esse ano trabalhou arduamente na prova da consistência da hipótese do continuum.
Em 20 de setembro de 1938 casou com Adele, contra a vontade dos pais. Logo após visitou novamente o IAS e, na primavera de 1939, a University of Notre Dame.
Em 1938 anunciou a demonstração da consistência relativa do Axioma da Escolha, a Hipótese Generalizada do Contínuo e outros enunciados, sob o suposto de que os axiomas da Teoria de Conjuntos (sem o Axioma da Escolha) são consistentes, mas a prova completa só será publicada em 1940. Esse trabalho contribui para o esclarecimento do primeiro Problema de Hilbert.

## Trabalho em Princeton
Depois da Anschluss (anexação da Áustria pela Alemanha, em 1938), o título de Privatdozent foi abolido. Na nova ordem, Gödel teria que se submeter a um concurso para obter um outro cargo universitário. No entanto, seus vínculos anteriores com  judeus do Círculo de Viena, especialmente com Hahn, pesariam contra ele. Sua situação se complicou quando ele foi considerado apto para o serviço militar. Diante do risco de ser convocado para as fileiras do exército alemão, decidiu emigrar para os Estados Unidos.
Em janeiro de 1940, ele e sua mulher saíram da Europa através da ferrovia  Transiberiana e viajaram pela Rússia e Japão, até chegarem à América do Norte em 4 de março de 1940.  Estabeleceram-se em Princeton, onde Gödel recebeu grande apoio de Norbert Wiener e passou a integrar o IAS. Nessa época, voltou-se para a Filosofia e a Física, estudando detalhadamente os trabalhos de Gottfried Leibniz, Kant e Edmund Husserl.
No final de 1940 demonstrou a existência da solução paradoxal das equações de campo da teoria geral da relatividade de Albert Einstein, solução que implicava a ausência de um tempo universal, produzindo uma geometria do universo na qual seria possível que "caminhos" temporais conduzissem um observador ao passado. A possibilidade de tal solução paradoxal foi vista por alguns físicos como um desagradável "defeito" na proposta de Einstein.
Continuando seus trabalhos em lógica, no mesmo ano Gödel publicou o estudo sobre a 'consistência do axioma da escolha e da hipótese do continuum generalizada com os axiomas da teoria dos conjuntos', que se tornou um clássico da Matemática Moderna.
Em 1946, Gödel tornou-se membro permanente do IAS e, em 1948, naturalizou-se cidadão estadunidense. Passou a ser professor pleno do instituto, em 1953, e professor emérito, em 1976. No início da década de 1970, Gödel distribuiu aos amigos um estudo desenvolvido a partir da prova ontológica da existência de Deus, de  Leibniz, o qual acabou sendo conhecido como "prova ontológica de Gödel". Kurt Gödel recebeu muitos prêmios e honrarias durante sua vida e também o primeiro Prêmio Albert Einstein, em 1951. Em 1974 recebeu a Medalha Nacional de Ciência.

## Últimos anos e morte

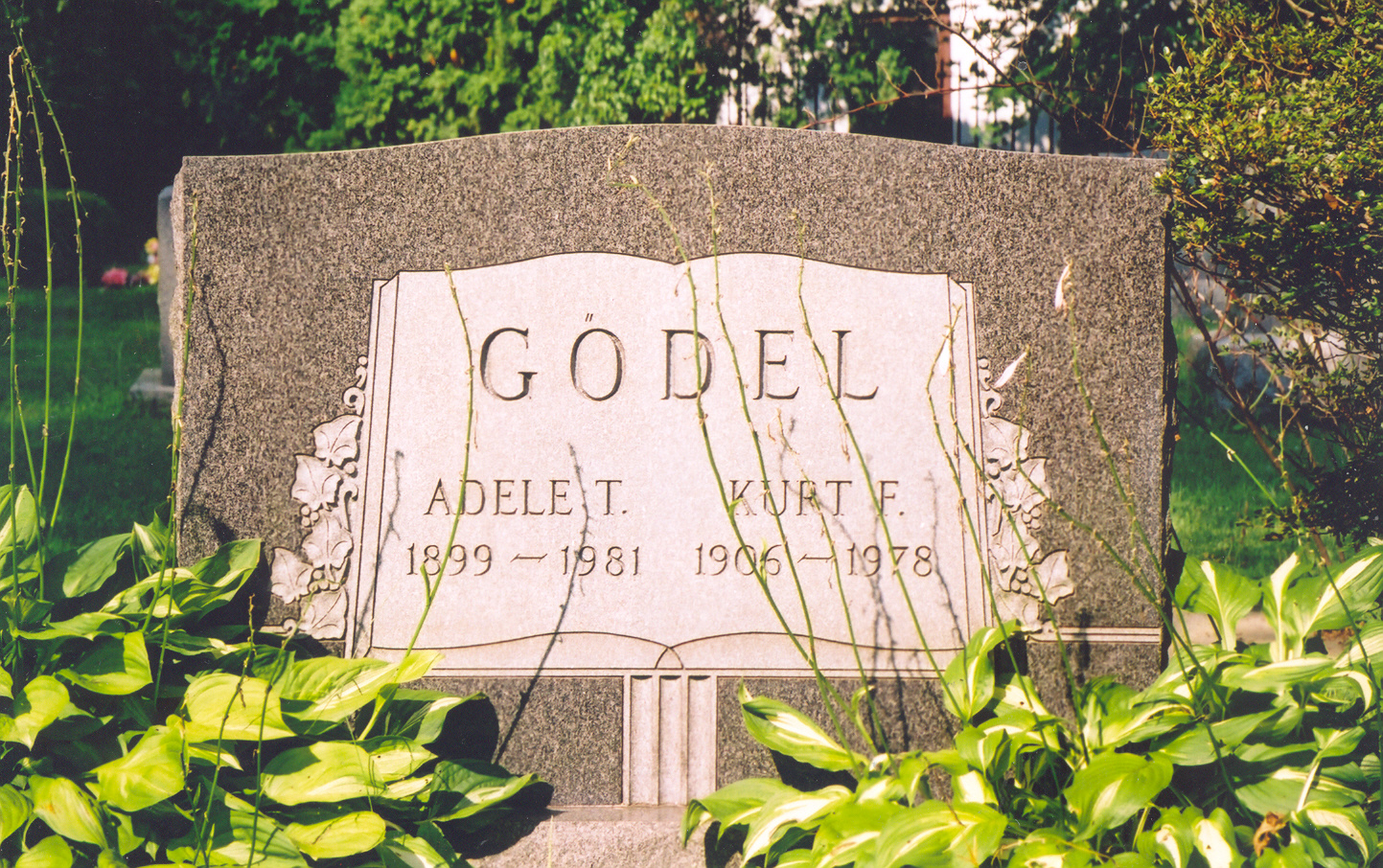
Túmulo de Kurt e Adele Gödel em Princeton, N.J., cemetery

Com o passar dos anos, porém, Gödel  tornou-se cada vez mais esquivo ao contato com outras pessoas, à exceção de um pequeno círculo de amigos. Tal comportamento está provavelmente relacionado ao quadro paranoico que desenvolveu: acreditava haver uma conspiração para matá-lo por envenenamento. Só comia o que lhe fosse preparado por Adele, sua esposa, a qual o ajudava a controlar seus delírios persecutórios e a se manter vivo. Durante os últimos anos de sua vida, o cientista esteve por diversas vezes internado em hospitais psiquiátricos. Quando Adele adoeceu e foi internada por seis meses, Gödel praticamente parou de se alimentar. Acabou morrendo, por complicações decorrentes da inanição, em Princeton, no dia 14 de janeiro de 1978. Gödel pesava apenas 29 kg na época de sua morte. Ele foi sepultado no Cemitério de Princeton.

## Publicações selecionadas
- Über formal unentscheidbare Sätze der Principia Mathematica und verwandter Systeme.- I. Monatshefte für Mathematik und Physik, vol. 38 (1931), pp 173–198. (disponível em Inglês  in "From Frege to Gödel", van Heijenoort, Harvard Univ. Press, 1971. -   )
- The Consistency of the Axiom of Choice and of the Generalized Continuum Hypothesis with the Axioms of Set Theory. Princeton University Press: Princeton, 1940. Reimpresso em Collected Works, volume II, pp. 33–101.
- "What is Cantor's continuum problem?" The American Mathematical Monthly, 54, 1947, pp. 515–525. Versão revisada em: Paul Benacerraf and Hilary Putnam (eds.). Philosophy of Mathematics: Selected Readings. Cambridge Univ. Press: Cambridge, 1964, pp. 470–485.
- "My philosophical viewpoint", c. 1960, não publicado.
- "The modern development of the foundations of mathematics in the light of philosophy", 1961, não publicado.
- "B. Rosser:  Extensions of some theorems of Gödel and Church". Journal of Symbolic Logic, 1 (1936), N1, pp. 87–91
- Collected Works. Oxford University Press: New York.  Editor-in-chief: Solomon Feferman.
  - Volume I: Publications 1929–1936 ISBN 978-0-19-503964-1 / Paperback:ISBN 978-0-19-514720-9, 1986,
  - Volume II: Publications 1938–1974 ISBN 978-0-19-503972-6 / Paperback:ISBN 978-0-19-514721-6, 1990.
  - Volume III: Unpublished Essays and Lectures ISBN 978-0-19-507255-6 / Paperback:ISBN 978-0-19-514722-3,
  - Volume IV: Correspondence, A–G ISBN 978-0-19-850073-5,
  - Volume V: Correspondence, H–Z ISBN 978-0-19-850075-9.